# 12104 Chesley
12104 Chesley este un asteroid din centura principală de asteroizi.

## Descriere
12104 Chesley este un asteroid din centura principală de asteroizi. A fost descoperit pe 22 mai 1998 la Stația Anderson Mesa în cadrul programului LONEOS. El prezintă o orbită caracterizată de o semiaxă mare de 3,01 ua, o excentricitate de 0,02 și o înclinație de 11,1° în raport cu ecliptica.